# Juan Gonzalo Lorca
Juan Gonzalo Lorca Donoso (* 15. Januar 1985 in Santiago) ist ein ehemaliger chilenischer Fußballspieler. Der Stürmer bestritt elf Länderspiele für die Nationalmannschaft und wurde auf Vereinsebene zwei Mal chilenischer Meister.

## Karriere

### Verein
Juan Gonzalo Lorca begann seine Profikarriere 2004 beim CSD Colo-Colo, nachdem er bereits mit zwölf Jahren in die Jugendabteilung des chilenischen Rekordmeisters gekommen war. Der Stürmer wurde mit Colo-Colo Meister der Apertura 2007 und Clausura 2008. Die Albos waren von 2006 bis 2009 das dominierende Team der Liga und gewannen sechs der acht Meisterschaften, weshalb die Konkurrenz auf den Positionen groß war. Lorca wurde als junges Talent mehrfach verliehen und wechselte 2010 schließlich zum französischen Klub US Boulogne. Trotz eines Vertrages über dreieinhalb Jahre kam der Stürmer nach nur sechs Monaten zurück nach Chile, erst auf Leihbasis beim CD O’Higgins und 2012 dann als fest verpflichteter Spieler zu den Santiago Wanderers. Noch im selben Jahr sammelte Lorca seine letzte Auslandserfahrung bei Deportivo Quito in Ecuador. Danach blieb er bei chilenischen Vereinen. 2013 bis 2014 spielte er für Deportes Antofagasta, anschließend auf Leihbasis bei Ñublense und seine letzten Karrierejahre verbrachte der Offensivakteur beim CD Magallanes.

### Nationalmannschaft
Juan Gonzalo Lorca debütierte im April 2006 für die chilenische Nationalmannschaft beim Freundschaftsspiel gegen Neuseeland. Bei der Copa América 2007 stand der Offensivakteur bei allen Spielen der La Roja auf dem Feld. Beim 3:2-Erfolg gegen Ecuador und der 0:3-Niederlage gegen Brasilien wurde er jeweils eingewechselt, gegen Mexiko und beim Viertelfinalaus gegen Brasilien stand der Angreifer in der Startelf. Im November 2009 bestritt Lorca sein letztes Länderspiel beim Freundschaftsspiel gegen Paraguay. Insgesamt bestritt der Stürmer elf Länderspiele und erzielte sein einziges Tor im Nationaltrikot im Juni 2007 beim 1:0-Freundschaftsspielsieg über Jamaika.

## Erfolge
Colo-Colo
- Chilenischer Meister: 2007-A, 2008-C